# Natten har øjne
|  | Denne artikel er oprettet af botten Steenthbot ud fra en ekstern database. Den kan derfor have sproglige fejl eller mangler. Denne skabelon kan fjernes efter kontrol af indholdet. |

Natten har øjne er en dansk spillefilm fra 2022 instrueret af Gabriel Bier Gislason.

## Handling
I NATTEN HAR ØJNE forelsker den engang lovende skuespillerinde Maja sig i Leah, en ung, jødisk kvinde fra London. Deres spirende kærlighed bliver udfordret, da Leah får et mystisk anfald og parret må flytte hjem til Leahs mor, Chana, der bor i det ortodokse jødiske kvarter Stamford Hill i London. Maja prøver at gøre et godt indtryk på sin nye svigermor men Chana er en dominerende og hemmelighedsfuld kvinde, der ikke ligefrem møder Maja med vidt åbne arme. Maja begynder at bemærke flere mystiske ting i lejligheden og ved sin svigermors opførsel. Chanas hemmeligheder er måske mere dystre end Maja havde forestillet sig, og kvinden hun elsker, gemmer måske på den mørkeste hemmelighed af dem alle.

## Medvirkende
- Josephine Park
- Ellie Kendrick
- David Dencik
- Sofie Gråbøl